# 松平親義

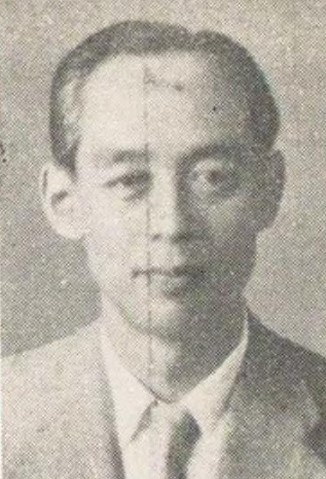
松平親義

松平 親義（まつだいら ちかよし、1904年（明治37年）8月16日 - 1968年（昭和43年）3月16日）は、昭和期の法学者、政治家、華族。貴族院子爵議員。

## 経歴
子爵・松平親信の長男として生まれる。父の死去に伴い、1915年（大正4年）1月11日、子爵を襲爵した。
1925年（大正14年）学習院高等科を卒業し、1928年（昭和3年）東京帝国大学法学部を卒業。1930年（昭和5年）陸軍省嘱託となる。以後、拓務省嘱託、貴族院事務局嘱託、外務大臣秘書官付嘱託などを務めた。
1941年（昭和16年）10月25日、貴族院子爵議員補欠選挙で当選し、研究会に所属して活動し1947年（昭和22年）5月2日の貴族院廃止まで在任した。この間、財産税委員会委員、中央株式等評価委員会委員を務め、また、貴族院の大日本帝国憲法改正の研究会会員となり、日本国憲法制定に関わった。
その後、大分県に移り、杵築家庭裁判所調停委員、大分地方裁判所調停委員、大分大学学芸学部教授、同大附属中学校長、日本国際連合協会大分県常任理事、大分県地方労働委員会委員、大分県立芸術短期大学講師などを務めた。

## 著作
- 『国家と軍隊』松山房、1938年。

## 親族
- 母：岳子（たかこ、松平頼聰四女）[1]
- 先妻：輝子（久松定謨四女）[1]
- 後妻：喜代子（阿部茂五女）[1]
- 長男：親房[1]